# 登巴街
登巴街是加拿大卑詩省溫哥華的一條街道。該街道由51街及南部的灰角區哥爾夫球會穿過登巴-南區（Dunbar-Southlands），並通過登巴支路（Dunbar Diversion）向北延續為亞馬街（Alma Street）。登巴街沿線的建成商業區主要被單戶住宅包圍，這是溫哥華唯一的此類商業區。另外，登巴街作為一條狹窄的住宅區道路穿過西灰角區（West Point Grey），由13街直至灰角道（Point Grey Road）。

## 路線
該街道北始登巴區附近的16街，向南延伸，與英皇愛德華路相交，然後穿過41街。它主要穿過住宅區，英皇愛德華路及41街附近除外。它還經過運輸聯線的登巴環線（Dunbar Loop）。路線的終點是51街，灰角區哥爾夫球會位於南面。

## 主要路口
全線均位於溫哥華境內。
| 0.0                                      | 0.0      | 西51街（West 51st Avenue）             | 向西延續為51街                       |
| 0.6                                      | 0.37     | 西南海旁大道（Southwest Marine Drive） |                                      |
| 1.0                                      | 0.62     | 西41街（West 41st Avenue）             |                                      |
| 2.7                                      | 1.7      | 英皇愛德華路（King Edward Avenue）     |                                      |
| 3.6– 3.7                                 | 2.2– 2.3 | 西16街（West 16th Avenue）             | 交叉口偏移，由16街連接               |
| 3.9– 4.1                                 | 2.4– 2.5 | 登巴支路（Dunbar Diversion）           | 路線於14街變為登巴支路，後變為亞馬街 |
| 4.4                                      | 2.7      | 西10街（West 10th Avenue）             |                                      |
| 4.5                                      | 2.8      | 百老匯西街（West Broadway）            |                                      |
| 4.9                                      | 3.0      | 西4街（West 4th Avenue）               |                                      |
| 5.4                                      | 3.4      | 盡頭                                   | 布勒內灣                             |
| 1.000 mi = 1.609 km; 1.000 km = 0.621 mi |          |                                        |                                      |

## 延伸閱讀
- Schofield, Peggy (2007). The Story of Dunbar: Voices of a Vancouver Neighbourhood. Ronsdale Press. ISBN 1553800400ISBN 1553800400.